# Avia 57
De Avia 57 is een Tsjechoslowaaks laagdekker passagiersvliegtuig gebouwd door Avia. De eerste vlucht vond plaats in 1935.

## Specificaties
- Bemanning: 2
- Capaciteit: 14 passagiers
- Lengte: 15,9 m
- Spanwijdte: 22,5 m
- Vleugeloppervlak: 81,5 m2
- Leeggewicht: 5 100 kg
- Startgewicht: 8 600 kg
- Motoren: 3× Hispano-Suiza Cyclone, 425 kW (575 pk) elk
- Maximumsnelheid: 300 km/h
- Kruissnelheid: 270 km/h
- Plafond: 5 000 m
- Vliegbereik: 1 200 km
- Klimsnelheid: 5,5 m/s